# 5785 Fulton
5785 Fulton eller 1991 FU är en asteroid i huvudbältet som upptäcktes 17 mars 1991 av den amerikanske astronomen Eleanor F. Helin vid Palomar-observatoriet. Den är uppkallad efter Joseph A. Fulton.
Den tillhör asteroidgruppen Eunomia.